# Paudèze
La Paudèze est une rivière du canton de Vaud, en Suisse, et un affluent du Rhône qui a son embouchure au nord du Lac Léman.

## Hydronymie
La rivière tire son nom du latin paludis signifiant marais ou étang qui a donné paludisme en français. Le suffixe -èze est une cacographie du suffixe -aie qui désigne un lieu où la végétation abonde.

## Géographie
La rivière prend sa source dans le Bois de Nialin, à une altitude de 883 m, sur la commune de Savigny au nord du village, entre les localités de la Claie-aux-Moines à l'ouest et Mollie-Margot à l'est. Canalisée sur de courts tronçons, la rivière coule en direction du sud-ouest. Elle récupère les eaux de la station d'épuration de la Claie-aux-Moines avant de quitter la commune. La Paudèze, en coulant dans un vallon étroit, marque alors la limite communale entre Pully sur sa rive droite et Belmont-sur-Lausanne sur l'autre. Elle passe sous l'autoroute A9 puis récupère les eaux de la Chandelar qui y conflue. La rivière coule désormais en direction plein sud, toujours dans un petit vallon. Elle passe sous la ligne du Plateau puis au-dessous, le Flonzel conflue dans la Paudèze. Depuis ce point et jusqu'à sa fin, la rivière marque la limite communale entre Pully toujours sur sa rive droite et Paudex sur sa rive gauche. Commune à laquelle elle donne son nom. La rivière est alors canalisée sur 346 m puis resurgit et passe sous la ligne du Simplon. Elle part légèrement en direction de l'ouest puis se jette dans le Léman entre la piscine de Pully et le port de Paudex.

## Charbon
Le vallon de la Paudèze a vu l'exploitation de mines de charbon, surtout durant la Première Guerre mondiale et la Seconde Guerre mondiale.

## Faune
La truite Fario est présente dans la Paudèze. En 2013, l'inspection de la pêche du canton de Vaud y relève la capture de 118 individus.

## Héraldique

Armoiries de la commune de Paudex.

La Paudèze donne son nom à la commune de Paudex. C'est pourquoi, elle est représentée sur les armoiries de cette dernière, qui se blasonnent ainsi : de gueules à la fasce ondée d'argent accompagnée en chef d'un coq du même. La fasce d'argent symbolise la rivière, alors que le coq fait parler les armoiries, car pau en vaudois signifie coq.